# سيسيل ميرفي
سيسيل ميرفي (بالإنجليزية: Cecil Murphy)‏ هو سياسي أسترالي، ولد في 1 أبريل 1891 في سيدني في أستراليا، وتوفي في 14 سبتمبر 1935. حزبياً، نشط في حزب العمال الأسترالي. وقد انتخب عضو الجمعية التشريعية نيو ساوث ويلز.